# 莫尔热
莫尔热（法語：Morgex，法語發音：[mɔʁʒe]）是意大利瓦莱达奥斯塔大区的一个市镇。总面积43.3平方公里，人口2080人，人口密度48.0人/平方公里（2009年）。ISTAT代码为007044。